# Swissmint

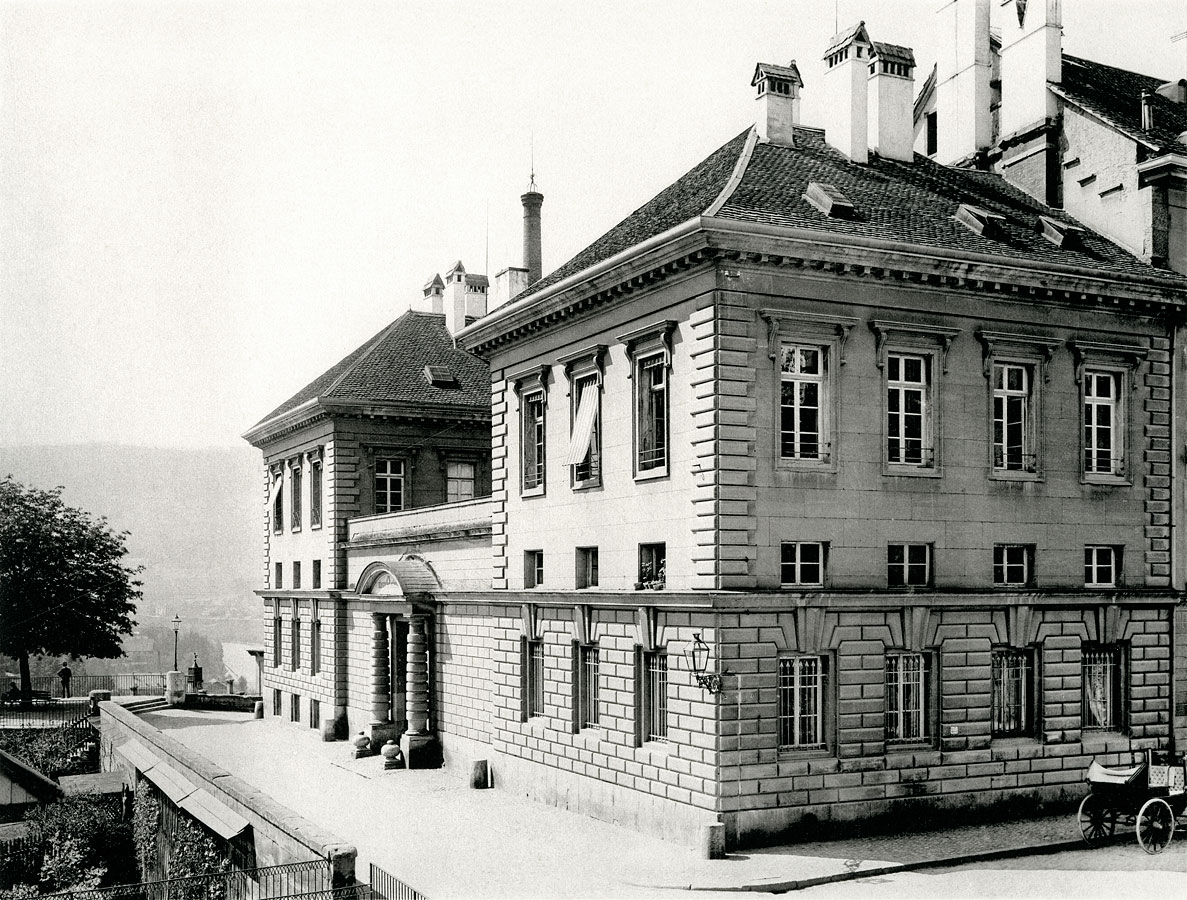
Dawny budynek Mennicy Berna (nieistniejący)

Swissmint (Mennica Szwajcarii, niem.: Eidgenössische Münzstätte Swissmint, fr.: Monnaie fédérale Swissmint; dawniej Eidgenössische Münzstätte, Monnaie fédérale) – mennica Szwajcarii, jednostka administracji rządowej podlegająca bezpośrednio Federalnemu Departamentowi Finansów. Odpowiada za produkcję monet obiegowych i kolekcjonerskich franka szwajcarskiego. Znakiem mennicy jest litera B.

## Historia
Początek mennicy wiąże się z uchwaleniem 7 maja 1850 roku ustawy o mennictwie, wprowadzającej jednolity system monetarny w całej Szwajcarii i nadającej prawo bicia monety jedynie władzom federalnym. Z powodu braku odpowiedniego zaplecza początkowo monety bite były na terenie Francji. W 1853 roku, po długo trwających negocjacjach, kanton Berno oddał w użytkowanie nieczynną już od 17 lat mennicę miejską. Budynek mennicy Berna przeszedł na własność federacji dopiero w 1890 roku. Na przełomie XIX i XX wieku neoklasyczny budynek z lat 1790–1792 okazał się za mały dla mennicy państwowej, do której zadań należała również produkcja znaczków pocztowych. W 1902 roku szwajcarski rząd zakupił działkę w Kirchenfeld (dzielnica Berna) i rozpoczął budowę nowej siedziby, którą uroczyście otworzono 2 lipca 1906 roku . Stary budynek mennicy został sprzedany w 1910 roku firmie hotelarskiej Hotel Bellevue AG, w kolejnym roku został zburzony, a w jego miejsce postawiono Hotel Bellevue Palace. W 1931 roku obowiązek produkcji znaczków pocztowych przejęła Poczta Szwajcarska, jednak aż do 1966 roku były one produkowane w pomieszczeniach mennicy . W 1967 roku przeprowadzono reformę franka szwajcarskiego zamieniając monety srebrne na wykonane z miedzioniklu. W wyniku wzrostu ilości płatności bezgotówkowych pod koniec lat 80. zatrudnienie w mennicy spadło o połowę. W latach 1990–1993 przeprowadzono remont budynku i zakupiono nowe maszyny. 1 stycznia 1998 roku przeprowadzono reformę statusową mennicy, zmieniono jej nazwę na angielską – Swissmint, a głównym celem stało się otwarcie na międzynarodowy rynek numizmatyczny .

## Budynek
Neorenesansowy budynek mennicy wybudowano na planie prostokąta z dziedzińcem pośrodku według projektu Teodora Gohla. Główny budulec stanowiła jasnoczerwona cegła, uzupełniona piaskowcem, wapieniem i gnejsem wykorzystanymi do wykonania elementów dekoracyjnych. Fasada, z głównym wejściem do budynku, od strony Bernastrasse ozdobiona jest ryzalitem zwieńczonym rzeźbionym, półokrągłym tympanonem z kartuszem z wizerunkiem szwajcarskiego herbu na owalnej tarczy, wspartym na dwóch półkolumnach i dwóch pilastrach. Obok drzwi wejściowych znajdują się rzeźbione w marmurze wzory monet. W oknach na parterze umieszczone są żelazne kraty będące przykładem kowalstwa artystycznego .